# Теорія порядку
Тео́рія поря́дку (англ. Order theory) — це галузь математики, яка досліджує інтуїтивне поняття порядку із застосуванням бінарних відношень. Вона забезпечує формальну систему для опису таких тверджень, як «це є меншим за те» або «це передує тому».

## Основні означення

### Види впорядкування
Використовуючи властивості бінарних відношень описують різні типи впорядкування.
|                          | Симетричне | Антисиметричне | Повне      | Фундоване  | Рефлексивне | Антирефлексивне | Асиметричне |
| ------------------------ | ---------- | -------------- | ---------- | ---------- | ----------- | --------------- | ----------- |
| Еквівалентність          | Green tick | ✗              | ✗          | ✗          | Green tick  | ✗               | ✗           |
| Передпорядок             | ✗          | ✗              | ✗          | ✗          | Green tick  | ✗               | ✗           |
| Частковий порядок        | ✗          | Green tick     | ✗          | ✗          | Green tick  | ✗               | ✗           |
| Повний передпорядок      | ✗          | ✗              | Green tick | ✗          | Green tick  | ✗               | ✗           |
| Лінійний порядок         | ✗          | Green tick     | Green tick | ✗          | Green tick  | ✗               | ✗           |
| Цілковий порядок         | ✗          | Green tick     | Green tick | Green tick | Green tick  | ✗               | ✗           |
| Строгий передпорядок     | ✗          | ✗              | ✗          | ✗          | ✗           | Green tick      | Green tick  |
| Строгий лінійний порядок | ✗          | ✗              | Green tick | ✗          | ✗           | Green tick      | Green tick  |

### Особливі елементи
- Найбільший та найменший елемент
- Максимальні та мінімальні елементи
- Верхня та нижня межа
- Інфімум та супремум

### Операції
- Поєднання та зустріч

### Особливі підмножини
- Ланцюг, антиланцюг
- Верхня множина, нижня множина
- Спрямована вверх множина, спрямована вниз множина
- Ідеал, фільтр
- Сильний антиланцюг, загальний фільтр

## Висота і ширина
- Шириною посета називається величина максимального антиланцюга. За теоремою Ділуорса ширина рівна мінімальній кількості ланцюгів, на які можна розбити посет.
- Висотою посета називається величина максимального ланцюга. За теоремою Мирського[en] висота рівна мінімальній кількості антиланцюгів, на які можна розбити посет.